# Sieć Europejskich Centrów Konsumenckich
Sieć Europejskich Centrów Konsumenckich (ang. European Consumer Centres Network, ECC-Net) – sieć Unii Europejskiej współfinansowana przez Komisję Europejską oraz poszczególne państwa członkowskie, Norwegię i Islandię. Składa się z 30 centrów. Ośrodki pracują razem w celu zapewnienia konsumentom informacji na temat transgranicznych zakupów towarów i usług. Ponadto świadczą bezpłatną pomoc w polubownym rozwiązywaniu sporów transgranicznych. W Polsce Europejskie Centrum Konsumenckie działa przy Urzędzie Ochrony Konkurencji i Konsumentów.

## Historia
Sieć Europejskich Centrów Konsumenckich (ECC-Net) została utworzona w styczniu 2005 roku przez połączenie dwóch istniejących sieci ochrony konsumentów: europejskiej sieci pozasądowej (EEJ-Net) oraz Euroguichet.
Euroguichet zostało uruchomione w 1992 r. do prowadzenia działalności informacyjnej, doradczej oraz promocyjnej w obszarze spraw konsumenckich. EEJ-Net powstała w 2001 roku w celu niesienia pomocy i doradzania konsumentom w realizacji ich praw w sporach transgranicznych za pomocą alternatywnych metod rozwiązywania sporów (ang. Alternative Dispute Resolution).
W 2006 r. wszystkie państwa członkowskie miały co najmniej jeden punkt kontaktowy sieci ECC. Obecnie sieć posiada 30 ośrodków, po jednym dla każdego z 28 państw członkowskich, Norwegii i Islandii. W zależności od kraju, niektóre ośrodki zostały włączone do ministerstw lub innych organów publicznych; niektóre z nich mają status niezależnych stowarzyszeń. 

## Cele
Do celów ECC-Net należy:
- informowanie konsumentów o ich prawach oraz możliwościach jakie stwarza jednolity rynek UE;
- pomoc w rozwiązywaniu indywidualnych problemów/skarg konsumenckich związanych z transakcjami ponadgranicznymi;
- pomoc konsumentom w korzystaniu z pozasądowych procedur rozstrzygania sporów o zasięgu europejskim;
- dostarczanie informacji na temat krajowego i unijnego prawodawstwa oraz orzecznictwa;
- dostarczanie Komisji Europejskiej informacji na temat problemów konsumenckich w UE.

Ponadto ECC-Net rozwija efektywną współpracę z pozasądowymi organami rozwiązywania sporów konsumenckich i wspiera władze krajowe w zakresie ochrony zbiorowych interesów konsumentów.
Sieć zbiera i analizuje informacje w sprawach konsumenckich, przeprowadza porównanie zagranicznych systemów prawnych w dziedzinie ochrony konsumenta. Wnioski i obserwacje przekazuje odpowiednim instytucjom krajowym i europejskim odpowiedzialnym za tworzenie polityki konsumenckiej. 
ECC-Net współpracuje również z innymi sieciami europejskimi, a mianowicie FIN-NET (Financial Network), Solvit, Enterprise Europe Network, Europe Direct, Europejska Sieć Sądownicza (EJN) w sprawach cywilnych i handlowych.

## Sposób działania
Konsumenci, którzy mają problem z przedsiębiorcą z innego kraju mogą skontaktować się z centrami telefonicznie lub poprzez e-mail, a w niektórych przypadkach osobiście
Centrum konsumenta po analizie sprawy, jeżeli uzna roszczenie za zasadne, przekazuje sprawę do centrum w kraju przedsiębiorcy, które kontaktuje się ze sprzedawcą i będzie poszukiwać polubownego rozwiązania sporu. Centra nie dysponują narzędziami, które mogą zmusić przedsiębiorców do podejmowania jakichkolwiek działań.

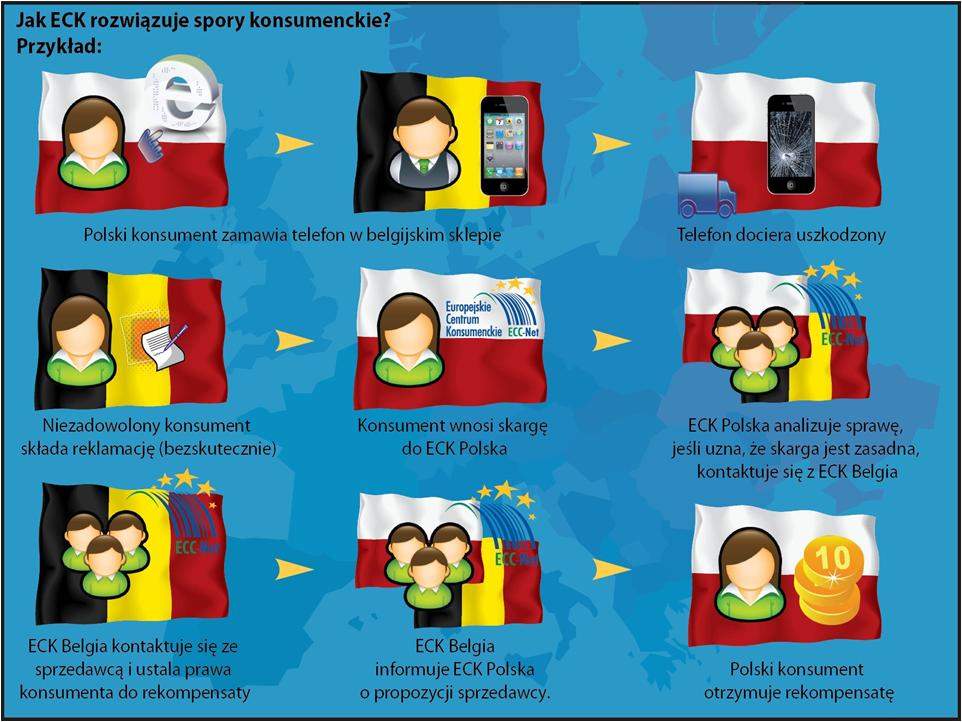
Schemat prowadzenia spraw na przykładzie ECK Polska i ECK Belgia

## Ochrona konsumenta w UE
Polityka ochrony konsumentów realizowana przez Komisję Europejską ma na celu zapewnienie lepszej i pełniejszej informacji dla konsumentów dla promowania zakupów wewnątrz UE i uświadamianie konsumentom ich praw. Konsumpcja stanowi 60% europejskiego PKB, ale tylko jeden konsument na pięciu wie, że w każdym kraju europejskim obowiązują te same podstawowe prawa konsumenta. Tylko jedna trzecia mieszkańców UE jest świadoma, że bezpieczeństwo produktów kupowanych w Europie jest zagwarantowane w całej Unii.
Nawet jeśli podstawowe prawa konsumenta są takie same w całej UE, występują znaczne różnice w ustawodawstwach państw członkowskich. Taki stan prawny jest źródłem zamieszania wśród konsumentów, którzy są różnie traktowanie w państwach członkowskich.
Brak pewności konsumentów, że ich prawa będą chronione w innych krajach UE wydaje się być najsilniejszym czynnikiem ograniczającym konsumpcję transgraniczną, to wyjaśnia, dlaczego tylko 12% obywateli dokonuje zakupów poza granicami swojego kraju zamieszkania. Co więcej, większość zakupów transgranicznych jest dokonywana w czasie wakacji.
Dzięki sieci ECC-Net, Komisja Europejska chce wzmocnić zaufanie wśród konsumentów poprzez skuteczne egzekwowanie prawa.

## Statystyki
Ponad 650 000 osób skontaktowało się z ECC-Net w ciągu ostatnich 10 lat, z czego prawie 300 000 konsumentów złożyło skargę na przedsiębiorców za pośrednictwem sieci, w pozostałych wypadkach konsumentom udzielono informacji i porad. 
W sieć Europejskich Centrów Konsumenckich pracuje około 140 doradców prawnych, którzy posługują się 26 językami.